# Eurytoma eucalyptorum
Eurytoma eucalyptorum är en stekelart som beskrevs av Girault 1935. Eurytoma eucalyptorum ingår i släktet Eurytoma och familjen kragglanssteklar. Inga underarter finns listade i Catalogue of Life.